# Нікат (Оклахома)
Нікат (англ. Nicut) — переписна місцевість (CDP) в США, в окрузі Секвоя штату Оклахома. Населення — 286 осіб (2020).

## Географія
Нікат розташований за координатами 35°36′9″ пн. ш. 94°33′46″ зх. д. / 35.60250° пн. ш. 94.56278° зх. д. (35.602385, -94.562909).  За даними Бюро перепису населення США в 2010 році переписна місцевість мала площу 42,22 км², з яких 41,91 км² — суходіл та 0,31 км² — водойми.

## Демографія
Згідно з переписом 2010 року, у переписній місцевості мешкало 360 осіб у 125 домогосподарствах у складі 90 родин. Густота населення становила 9 осіб/км².  Було 138 помешкань (3/км²).
Расовий склад населення:
| - 42,5 % — білих - 41,1 % — корінних американців - 0,3 % — азіатів |

До двох чи більше рас належало 15,8 %. Частка іспаномовних становила 0,3 % від усіх жителів.
За віковим діапазоном населення розподілялося таким чином: 28,9 % — особи молодші 18 років, 56,9 % — особи у віці 18—64 років, 14,2 % — особи у віці 65 років та старші. Медіана віку мешканця становила 38,0 року. На 100 осіб жіночої статі у переписній місцевості припадало 116,9 чоловіків;  на 100 жінок у віці від 18 років та старших — 106,5 чоловіків також старших 18 років.
Середній дохід на одне домашнє господарство  становив 48 707 доларів США (медіана — 33 333), а середній дохід на одну сім'ю — 60 029 доларів (медіана — 38 438). За межею бідності перебувало 15,6 % осіб, у тому числі 10,5 % дітей у віці до 18 років та 17,0 % осіб у віці 65 років та старших.
Цивільне працевлаштоване населення становило 93 особи. Основні галузі зайнятості: освіта, охорона здоров'я та соціальна допомога — 29,0 %, будівництво — 19,4 %, виробництво — 14,0 %.